# Liste des écrivains-soldats français de la Première Guerre mondiale
Cette liste regroupe les écrivains français ayant combattu au cours de la Première Guerre mondiale.
| Écrivain               | Grade durant la guerre | Régiment(s) | Batailles et faits d'armes                                                            | Décorations                                                                  | Mort au combat                           |
| ---------------------- | ---------------------- | --- | ------------------------------------------------------------------------------------- | ---------------------------------------------------------------------------- | ---------------------------------------- |
| Guillaume Apollinaire  | Lieutenant             | 38e régiment d'artillerie de campagne 96e régiment d'infanterie                                                                              | Bataille de Champagne Bois des Buttes                                                 | Croix de guerre 1914-1918                                                    | Mort pour la France le 9 novembre 1918   |
| Henri Barbusse         | Soldat                 | 231e régiment d'infanterie | Bataille d'Argonne Bataille d'Artois Bataille du Soissonnais                          |                                                                              |                                          |
| Louis-Ferdinand Céline | Sergent                | 12e régiment de cuirassiers | Première bataille d'Ypres                                                             | Médaille militaire Croix de guerre 1914-1918 avec étoile d'argent            | NP                                       |
| Blaise Cendrars        | Caporal                | 3e régiment de marche du 1er étranger puis 2e régiment de marche du 2e étranger                                                              |                                                                                       | Croix de guerre 1914-1918 Médaille militaire                                 | NP                                       |
| Charles Delvert        | Capitaine              | 101e régiment d'infanterie | Bataille de Champagne Bataille de Verdun                                              | Officier de la Légion d'honneur Croix de guerre 1914-1918                    | NP                                       |
| Roland Dorgelès        | Caporal                | 74e régiment d'infanterie 39e régiment d'infanterie                                                                                          |                                                                                       | Croix de guerre 1914-1918                                                    | NP                                       |
| Georges Finaud         | Sergent                | 40e régiment d'infanterie 27e Régiment d'Infanterie                                                                                          | Bataille du Chemin des Dames                                                          | Médaille Militaire Croix de guerre 1914-1918 Officier de la Légion d'honneur |                                          |
| Alain-Fournier         | Lieutenant             | 288e régiment d'infanterie |                                                                                       | Officier de la Légion d'honneur à titre posthume Croix de guerre 1914-1918   | Mort pour la France le 22 septembre 1914 |
| Maurice Genevoix       | Lieutenant             | |                                                                                       | Grand-croix de la Légion d'honneur Croix de guerre 1914-1918                 | NP                                       |
| Henry Malherbe         | Sous-lieutenant        | 16e régiment d'artillerie puis 212e régiment d'artillerie                                                                                    |                                                                                       | Croix de guerre et chevalier de la Légion d'honneur                          |                                          |
| Jacques Meyer          | Lieutenant             | 129e régiment d'infanterie, puis 28e régiment d'infanterie, 329e régiment d'infanterie, 24e régiment d'infanterie, 39e régiment d'infanterie | Seconde bataille de ChampagneOffensive de la Somme                                    | Chevalier de la Légion d'honneur                                             |                                          |
| Charles Péguy          | Lieutenant             | 276e régiment d'infanterie | Bataille de l'Ourcq                                                                   | Chevalier de la Légion d'honneur Croix de guerre 1914-1918                   | Mort pour la France le 5 septembre 1914  |
| Louis Pergaud          | Sous-lieutenant        | 166e régiment d'infanterie | Bataille de Verdun                                                                    |                                                                              | Mort pour la France le 8 avril 1915      |
| Roger Vercel           | Sous-lieutenant        | | Bataille de l'Yser Bataille de Champagne Bataille de la Somme Expédition de Salonique | Officier de la Légion d'honneur Croix de guerre 1914-1918                    | NP                                       |
| Léon Werth             | Soldat                 | 252e régiment d’infanterie de Montélimar |                                                                                       |                                                                              |                                          |